# یرواند سوکیاسیان
یرواند گارسوانی سوکیاسیان (ارمنی: Երվանդ Գերսևանի Սուքիասյան؛ زادهٔ ۲۰ ژانویهٔ ۱۹۶۷ در ایروان) یک بازیکن فوتبال در پست مدافع اهل ارمنستان است.

## باشگاهی
از باشگاه‌هایی که در آن بازی کرده‌است می‌توان به کوتایک، آرارات ایروان، دینامو کیف، آرسنال کی‌یف، تیرول اینسبروکو ایراکلیس ۱۹۰۸ اشاره کرد.

## تیم ملی
وی همچنین در تیم ملی فوتبال ارمنستان بازی کرده است. سوکیاسیان نخستین بازی ملی خود را که یک بازی دوستانه بود در ۱۶ مه ۱۹۹۴ در فولرتون، کالیفرنیا در مقابل ایالات متحده آمریکا انجام داده است